# All the Lovers
Az All the Lovers című dal az ausztrál énekes-dalszerző Kylie Minogue 2010. június 11-én megjelent első kimásolt kislemeze 11. Aphrodite című stúdióalbumáról. A dalt a Parlophone kiadó jelentette meg. A szerzeményt Jim Elliot és Mima Stilwell írta, a producer pedig Stuart Price volt. Az "All the Lovers" című dal egy középtempójú dal, elektropop zenei hatásokkal. A dal szövege felhívásként szolgál a táncra, és azt állítja, hogy Minogue korábbi kapcsolatai nem hasonlítanak egymáshoz, valamint a jelenlegi szeretőjével való kapcsolatra sem.
Megjelenésekor a dal pozitív kritikákat kapott a zenekritikusoktól. Sok kritikus azonban hasonlónak találta a 2004-es I Believe in You című kislemezéhez. Az "All the Lovers" a 13. helyezett volt az ausztrál kislemezlistán, és Európa számos országában, köztük Ausztriában, Belgiumban, Franciaországban, Olaszországban, Spanyolországban, Svájcban, és az Egyesült Királyságban is, ahol az első tíz közé jutott. Ausztráliában, Olaszországban és az Egyesült Királyságban a dal arany minősítést kapott az eladott példányszámok alapján.
A dalhoz tartoz klipet Los Angeles belvárosában forgatta Joseph Kahn. Minogue a dalt fehérneműs párok piramisának tetejéről énekli. A videó kritikai fogadtatása kedvező volt, sok kritikus élvezte a videó koncepcióját, és képeit. A videóklipet azonban szexuális jellege miatt több ázsiai országban betiltották. Minogue különféle televíziós műsorokban adta elő a dalt, például a német Next Topmodel-ben, és az Alan Carr: Chatty Manben is, ahol egy spanyol változatot adott elő a dalból "Los Amores" címmel. 2012-ben Minogue újra felvette a dalt, hogy felkerüljön a The Abbey Road Sessions című válogatásalbumra.

## Előzmények és megjelenés
A mellrákból való felépülését követően Minogue 2007-ben kiadta 10. stúdióalbumát az X címűt. A tervek szerint ez volt Minogue visszatérő albuma a betegség óta. Az "X" platinalemez lett szülőhazájában, Ausztráliában, miután az első helyen debütált az ausztrál albumlistán. Az Egyesült Királyságban az album a 4. helyen végzett, majd végül platinalemez lett. Az "X" című album kritikai fogadtatása általában kedvező volt, de sok kritikus úgy érezte, hogy hiányzik belőle Minogue oldaláról való önvizsgálat. Később a kritikusok azzal érvelt, hogy az album nem volt méltó visszatérés Minogue számára.
Hamarosan Minogue elkezdett dolgozni 11. stúdióalbumán, az Aphrodite címűn a Grammy-díjas zenei producerrel, Stuart Price-vel, aki az album vezető producere lett. Az "All the Lovers" volt az egyik utolsó dal, amelyet az albumra írtak, és csak a felvételek utolsó három hetében foglalkoztak vele igazán. Jim Eliot és Mima Stilwell írta a dalt, Kish Mauve néven. A duó korábban dolgozott együtt az énekesnővel a 2 Hearts című dalon, amely az "X" vezető kislemeze volt. Eliot készítette a dalt, Price pedig a további teendőket és a keverést végezte el. Minogue a dal spanyol nyelvű változatát is felvette "Los Amores" címmel.
Minogue úgy érezte, hogy az "All the Lovers" tökéletesen összefoglalta az album "eufóriáját" és ezt választotta az album vezető kislemezének. 2010. május 14-én mutatta be a dalt az Egyesült Királyság rádióállomásain. 2010. június 11-én jelent meg világszerte a dal CD kislemez formátumban. A dalt digitálisan is elérhetővé tették az iTunes Áruházon keresztül. Az Egyesült Királyságban az "All the Lovers" eredetileg digitálisan június 13-án jelent meg, majd 2010. június 28-án fizikai kislemezen is megjelentették. A "Los Amores" és a "Go Hard or Go Home" szerepelt a kislemez B oldalán.

## Összetétel
Zeneileg az "All the Lovers" egy elektropop hangzású diszkó és szintipop dal. A Sony/ATV Music Publishing által a Musicnotes weboldalon közzétett dal kottája szerint a dal C-dúr hangnemben komponált, és 142 BPM ütemű. Minogue hangtartománya a G3-tól az A4-ig terjed. Minogue lélegzetelállító és suttogó énekhangja, valamint a dal elektronikus produkciója hasonlóvá teszi a dalt az I Believe in You című dalhoz, amely Minogue legnagyobb slágereit felvonultató válogatáslemezen az Ultimate Kylie címűn található.
A dal szövegén keresztül Minogue meghívja szeretőjét, hogy táncoljon vele, majd ezzel a sorral kezdi a dalt: "Dance, it's all I wanna do, so won't you dance? I'm standing here with you, why won't you move?". A dal himnuszos refrénje során, melyet egy kavargó szintetizátor riff támogat, Minogue azt állítja, hogy korábbi kapcsolatai nem hasonlítanak egymáshoz, és a következőket énekli: "All the lovers that have gone before, they don't compare to you / Don't be frightened, just give me a little bit more / They don't compare, all the lovers." Az Egyesült Királyság-beli zenei weboldal, a Popjustice úgy vélte, hogy a dal nem igazán a pihenésről szól, hanem a tánc, és a kapcsolat lazításáról. Fraser McAlpine a BBC Chart Blog munkatársa úgy gondolta, hogy eléggé "elégiás" és szomorú tónusú a kórus. Változtatja a dalszövegeket, a táncparkettre való egyszerű könyörgésből olyan követeléssé, amelyben azt kéri, hogy mindenki csatlakozzon Kylie utolsó táncához, mielőtt a dolgok örökre elromlanak. A dalban van egy "híd" szakasz, amelyben Minogue ismét megkéri a szeretőjét, hogy táncoljon vele, ami után egy "elektronikai" összeomlás következik.

## Kritikák
.

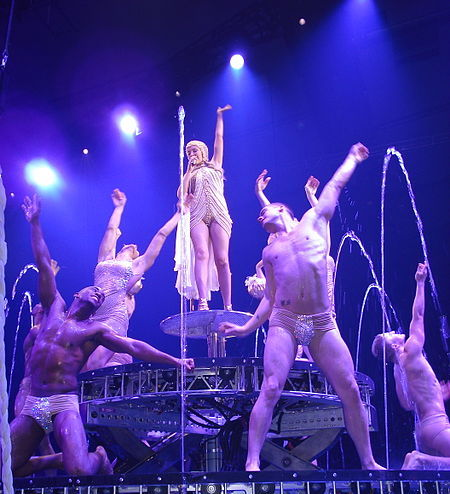
Minogue előadja az "All the Lovers" című dal az Aphrodite: Les Folies Tour turné részeként

Az "All the Lovers" című dalt a zenekritikusok elismerően dicsérték. Fraser McAlpine a BBC Chart Blog munkatársa az ötből öt csillagot adott a dalra, és megtapsolta a kórust, a táncoló, síró embereket, akik kimutatták szerető érzéseiket a videóban [...] Mindenki a szeretet és a megbánás univerzális gesztusaként volt jelen. A kritikus dicsérte a dal elektropop hangzását, és Minogue énekhangját. Nick Levine a Digital Spy-tól szintén ötcsillagos dicsérettel jutalmazta a dalt, és csillogó középtempós elektro-diszkó dallamnak nevezte a gyönyörű kórussal együtt. A dalt hasonlóan dicsérte az Entertainment Weekly kritikusa, Adam Markovitz, és összehasonlította Minogue I Believe in You című dalával, majd úgy nyilatkozott a dalról, hogy egy "teljes táncdal produkció", és azt jósolta, hogy a dal majd szinte mindenütt elterjed az edzőtermekben, melegklubokban, és ruhaboltokban. Robbie Daw az Idolatortól úgy érezte, hogy a produkció hű maradt Minogue gyökereihez, és a dalt "100% tiszta Kylie"-nek nevezte, és ő is összehasonlította az "I Believe in You" című dallal.
A Daily Mirror kritikusa, Gavin Martin az "All the Lovers"-t ötből négyre értékelte, és dicsérte a dal készítését, illetve keverését, mondván, hogy "így biztosítják Kylie pint méretű popkirálynői státuszának megszilárdítását". Martin is élvezte Minogue "nagyvonalú érzékiségét", az énekesnő előadásmódját. Chris Ryan az MTV Buzzworthy-től "klasszikus Kylie"-nek nevezte a dalt, és dicsérte a dal produkcióját, és refrénét, mert az olyan "extázisos, és lélegzetelállító". A MuuMuse szerkesztője, Bradley Stern dicsérte Minogue lélegzetelállító előadását, és úgy érezte, hogy a hangszerelés és Minogue énekhangja au "I Believe in You" című dalra emlékeztet. A dalt Stern ötből öt csillagra értékelte, és arra a következtetésre jutott, hogy az "All the Lovers" egy éneklés melletti dal, egy szomorú diszkó. Ez minden, amire vártál. A Popjustice kritikája a dalról pozitív volt, azonban felhívták a figyelmet arra, hogy az énekesnő rajongóinak kifejezetten tetszeni fog, kiforrott stílusa miatt a táncparkettek csillaga lesz mostantól az idők végezetéig. Rob Harvilla a The Village Voice-tól azt írta, hogy "Minogue a dalban csúcson van", majd a következőket mondta: "A dalban lévő örömtelen vacak szintetizátoros hang olyan, mint egy sajtos lekvár".
Az Aphrodite album megjelenése után a kritikusok az "All the Lovers" című dalt az album egyik csúcspontjának tekintették. Tim Sendra az AllMusic-tól a dalt masszívan fülbemászónak nevezte, és dicsérte a hangszerelésben lévő szintetizátor riffeket. Ian Wade a BBC Music munkatársa a dalt sokkal nagyobb erőfeszítésnek találta, mint amilyen a "Lovers-é", melyet lehetetlen kimozdítani. Mikael Wood az Entertainment Weekly-től arra biztatta az olvasókat, hogy töltsék le a dalt, majd így fejezte be a mondatot: "Egy dübörgő nyitó dal". Helen Clarke a musicOMH-től a brit elektronikus duóhoz, a Goldfrapp-hoz hasonlította a dalt, és "Kylie klasszikusnak" nevezte azt. Azonban szokatlannak találta az album nyitódalaként való elhelyezését. Christel Loar a PopMatterstől hasonlónak találta a szinti riffjeit, és az Erasure dalaihoz hasonlította. Úgy érezte hogy a dal tökéletes a táncparkettre. Sal Cinquemani a Slant magazintól vegyes értékelést adott az albumról, azonban a dalt az egyik legjobbnak választotta, összehasonlítva azt a "nyári szellővel", amely eufórikus, elektro-dallama pedig megérett a remixre, melyet majd a hordák hadonásznak Ibizán, azonban hozzátette, hogy túlságosan hasonlít az "I Believe in You"-ra.

## Elismerések
Az About weboldal kritikusa, Bill Lamb a 25. helyre sorolta a dalt "2010 legjobb 100 popdala" listáján, mondván: "Az All the Lovers úgy hangzik, mint Kylie Minogue nemzetközi popsikerének nagyszerű csúcspontja". A PopMatters a dalt a 2010-es 60 legjobb dalának listáján a 43. helyre helyezte, majd Jer Fairall kritikus hozzátette: "Ünnepi, mégis sóvárgóan elégikus. Az "All the Lovers" a lehető legjobb módon retró, Kylie diszkófetisizmusa ennek irányába terelődik. Az eddigi legjelentősebb cél ez". A kritikus a dalt Donna Summer 1978-as "Last Dance" és Cher 1998-as "Believe" című dalához hasonlította. Az "All the Lovers"-t egy ritka szerelmes dalnak nevezte, amely elismeri mind a személyes, mind a kulturális élet létezését. "A történelem, és az eufórikus felismerés, hogy ezek a dolgok hoztak el minket oda, akik és ahol most vagyunk". A 26. International Dance Music díjkiosztón a dalt jelölték a legjobb popdal kategóriában, míg Minogue-t a legjobb egyéni előadó kategóriában. A 2011-es Virgin Medig Music Awards díjátadón az "All the Lovers"-t a brit zenerajongók a legjobb kislemeznek választották.

## Kereskedelmi sikerek
.

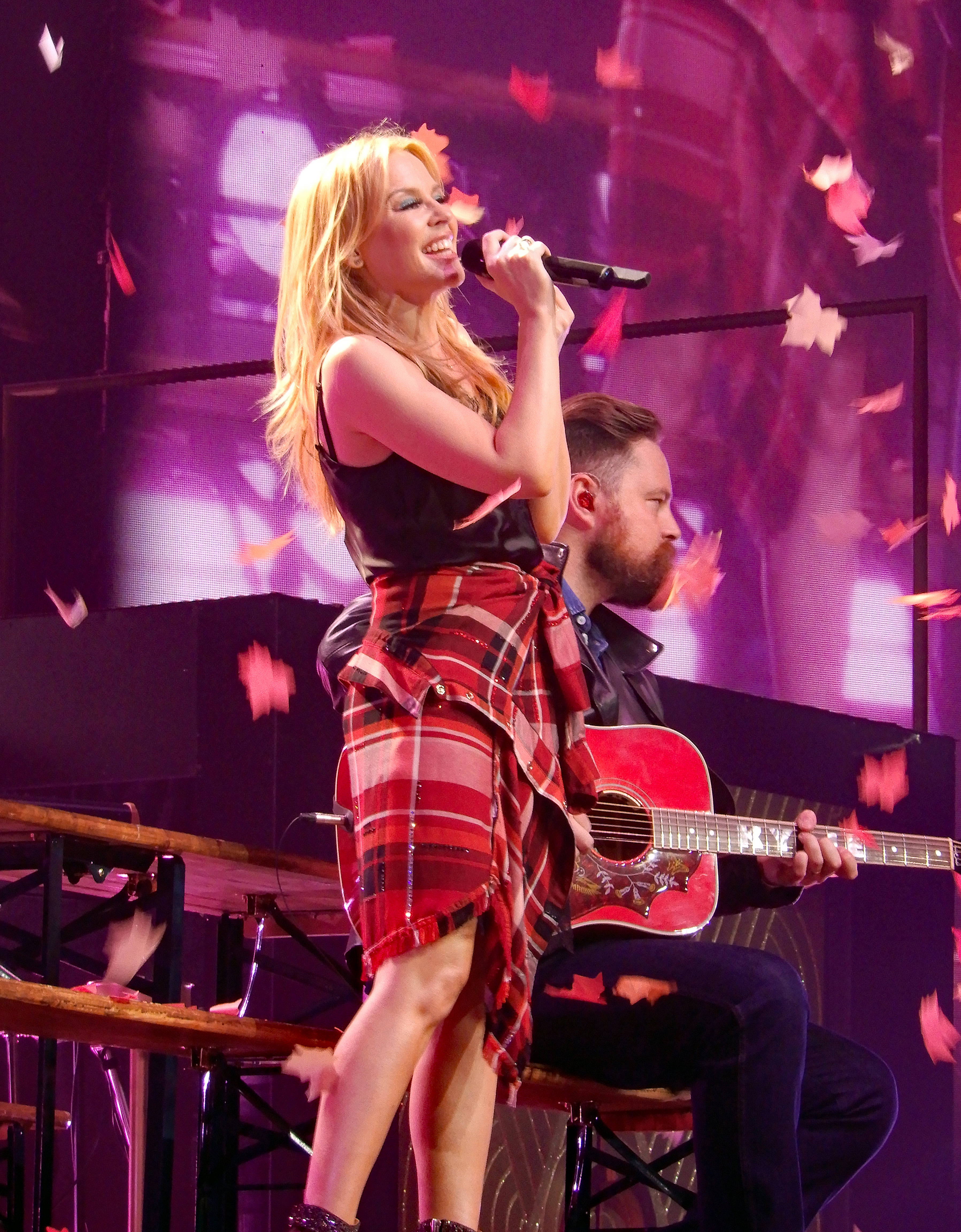
Minogue előadja az "All the Lovers" című dalt a Golden Tour turnén 2018-19-ben

Kereskedelmi szempontból az "All the Lovers" nem volt túl sikeres Minogue szülőhazájában, Ausztráliában a korábbi albumainak vezető kislemezeihez képest. Az ARIA kislemezlistáján a 14. helyen szerepelt, és nem sikerült bejutnia a Top 10-be, miután elérte a 13. helyezést. A dal összesen kilenc hétig szerepelt a slágerlistán, és 2012-ben az ARIA aranylemez státusszal jutalmazta a 35.000 darabos példányszám eladása végett.
Az Egyesült Királyságban az "All the Lovers" a 4. helyre került a brit kislemezlistán, majd két hét múlva a 3. helyet érte el. A dal négy hetet töltött a slágerlista első tíz helyezettje között, és tizenkilenc hetet a legjobb száz között. 2010 augusztusában a BPI ezüst minősítést adott a dalnak, a 200.000 eladott példányszám alapján. A kislemezből 2018 májusáig 383.000 példányt értékesítettek az országban. A BPI 2017 februárjában arany minősítésre változtatta a korábbi tanúsítványt, a 400.000 eladott hanghordozó értékesítése miatt.
A dal hasonlóképpen szerepelt Európa több országában is. Ausztriában ez lett Minogue első helyezést elért dala az I Believe in You óta, amely bekerült az Ö3 Austria Top 40-es lista első tíz helyezettje közé, miután a 10. helyen debütált. Később az 5. helyig jutott, és húsz egymást követő héten át a listán maradt. A dal Belgium francia nyelvű területén a 31. helyen került fel az Ultratop listára, de két héttel később a 8. helyig sikerült csak jutnia. Az "All the Lovers" belépésekor a 3. helyen debütált a francia SNEP kislemezlistán, és Minogue legjobb debütáló kislemeze lett az országban. A listán itt huszonkilenc hétig maradt. Németországban két héten át a 10. helyen tartózkodott a Media Control Charts listán. Így az országban ez lett Minogue leghosszabb slágerlistás szóló kislemeze az országban. Összesen huszonöt hetet töltve a listán. A magyar Airplay listán a dal a 2. helyezést érte el, így ezzel holtversenybe került az "In Your Eyes" című dallal, mint a legmagasabb helyezést elérő helyezés az országban. A kislemez a 6. helyen debütált Írországban.
Olaszországban a dal a FIMI kislemezlista Top 20-as helyezettjei közé került a 6. helyen. A következő héten kiesett a Top 20-ból és nem is került fel újra a listára. Ennek ellenére az "All the Lovers2 jól teljesített az országban, és a FIMI aranylemezzé nyilvánította a 15.000 eladott példányszám alapján. A dal a 30. helyen debütált a szlovák airplay listán, majd a következő héten a 4. helyet érte el. Összesen húsz hétig tartózkodott a listán. A spanyolországi PROMUSICAE listán a 6. helyig sikerült jutnia, és összesen huszonkét hetet töltött ott. Hasonló csúcspozíciót ért el Svájcban, miután a 6. helyen debütált a svájci Hitparade listán. Hét nem egymást követő héten a Top 10-ben huszonegy héten keresztül pedig a Top 75-ben szerepelt. Kanadában az "All the Lovers2 csak a 72. helyet érte el a Billboard Canadian Hot 100-as listán. Az "All the Lovers" klubsláger lett az Egyesült Államokban. Az amerikai Billboard Hot Dance Club Songs listán 8 hétig tartózkodott, és az 1. helyig sikerült jutnia, mellyel kiszorította Kesha "Your Love Is My Drug" című dalát az első helyről. Az "All the Lovers" volt a harmadik legtöbbet játszott dal az amerikai klubokban 2010-ben.

## Videoklip
.

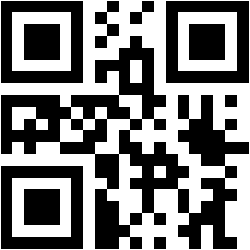
A QR-kód, amelyről azt mondják, hogy beolvasáskor a "LOVE" szót eredményezi, amely a videoklip elején különféle elemekre nyomtatva látható

Az "All the Lovers" kísérő klipjét Joseph Kahn rendezte, aki arról ismert, hogy korábban együttműködött Britney Spears "Toxic" és a "Womanizer" című videóiban. A klipet Los Angeles központi üzleti negyedében, Kaliforniában forgatták 2010. május elején. Minogue a klippel egyfajta tisztelgést fejez ki a meleg közönsége előtt, és azt akarta, hogy a videó kifejezze azt, amiről szól, és amit szeret, ezért láthatóak azonos nemű párok csókolózás közben. A BlackBook művészeti és kultúrális magazin arról számolt be, hogy a videó, amely fehérneműbe öltözött férfiak és nők nagy csoportját ábrázolja, Spencer Tunick, egy nagyszabású meztelen fotózások szervezéséről ismert amerikai fotós installációinak újragondolása. Minogue Kahnnak tulajdonította a videó ötletét: "Egy brilliáns, egyszerű ötlettel állt elő, és olyan érzékenyen adta elő, majd hajtotta végre, hogy azt gondoltam, hogy még mindig élvonalbeli, és egy kicsit forró a gallér alatt, de azt hiszem van egy igazi érzékenysége erre a dologra".
Kezdetben két ötlet merült fel a videóval kapcsolatban. Az egyik kicsit szelídebb, míg a másik kicsit élesebb volt. Végül az utóbbira esett a választás. Amikor Kahn elküldte a megvágott videót a Parlophonenak, a kiadónál dolgozó egyik személy azt akarta, hogy újra megvágják. Minogue közbenjárása azonban az eredeti rendező vágását tartotta meg, és így jelent meg. Az egyik ország azt is kérte, hogy távolítsák el az azonos neműek csókolózását a videóból, de Minogue elutasította. 2011-ben Kahn beszélt a Minogue-val való munkáról, és "álomművésznek" nevezte, akivel "öröm fényképezkedni" dicsérve azt a képességét, hogy "megérti" a rendezőket. Majd megjegyezte: "Az All the Lovers az egyik kedvenc videóm, amit tavaly készítettem, és az egyik kedvencem. Az üzenet, amit Kylie el akar mondani ezzel a videóval, fontos, és szerencsés vagyok, hogy együtt dolgozhattam vele rajta". A videó előzetesét 2010. május 25-én mutatták be, míg a teljes verziót öt nappal később mutatták be. 2010. június 11-én vált elérhetővé az iTunes áruházból.

### Szinopszis és elemzés
A videoklip több tárgy közeli felvételével kezdődik. Köztük egy üdítős pohárral, egy üveg tejjel, pillecukorral, és egy aktatáska oldalaival, amelyek a földre esnek. Valamint a QR-kóddal, amelyről azt mondták, hogy beolvasáskor a "LOVE" szó válik láthatóvá. A Popjustice a videó elemzésekor megjegyezte, hogy a leeső tárgyak izgalmas környezetet közvetítenek, mondván: "az általános elképzelés itt az, hogy valami izgalmas történik, és valakit ez annyira izgat, ez az izgalmas dolog, hogy közben eldobja az italát". Több pár akkor látható a videóban, amikor leveszik a ruhájukat, és fehérneműre vetkőznek, majd csókolóznak, és simogatják egymást. Minogue ekkor felemelkedik a "vonagló testek hegyének" belsejéből, és egy galambraj repül körülöttük. Minogue egy fekete melltartóban énekel, hasonlóan, mint amelyet Madonna viselt az 1990-es Vogue videójában, amit egy fehér aprított felső alatt viselt, fehér go-go csizmával, és térdvédővel párosítva.
A dal éneklése közben a párok piramisának tetején fekszik, és megváltoztatja pozícióját, ahogy a dal közeledik második versszakához. Egy kabrió áll az út közepén, amint egy csomó fehér léggömböt engednek le a tetejéről. A jelenet visszavált Minogue-ra, ahonnan a kamera felfelé pásztáz, hogy felfedjen egy nagy fehér felfújható elefántot, amely két felhőkarcoló között lebeg. A flash mob mérete tovább növekszik, és a piramis is egyre magasabb. Minogue a résztvevők fölé lendíti a kezét, kiemelve az Egyesült Királyságban élő Shaun Leane ékszerész által tervezett gyűrűket, és ékszereket. A dal éneklése alatt Minogue-t behúzzák a piramisba, és a világítás elhalványul. A dal bontása egybeesik azokkal a jelenetekkel, amikor egy fehér ló vágtat az úton, miközben különböző párok csókolóznak egymással. Ahogyan az ének elkezdődik, Minogue ismét felemelkedik, és a piramis tetején áll, amely jelentősen megnőtt. A Popjustice szerint a piramis magasságának növekedése tükrözi a dal vonalait, amelyekben Minogue megismétli a "higher" szót. A kamera átvált a jelenet távoli nézetére, amely a felhőkarcolók, valamint az úszó elefánt és léggömbök közötti piramist mutatja. A videó azzal ér véget, hogy Minogue elenged egy galambot a levegőben.

### Fogadtatása
Nick Levine a Digital Spy munkatár5sa úgy érezte, hogy a videó egyedülálló, majd megjegyezte: "Nem sok popsztár tud videót készíteni galambokkal, léggömbökkel, vágtató lóval, és óriási felfújható elefánttal ekkora tömeggel Los Angeles közepén". Leah Greenblatt az Entertainment Weekly munkatársa dicsérte a szexualitást, és azt mondta, hogy a videót leginkább úgy lehetne leírni, mint egy smink flash mobot, egy Macy's hálaadás napi felvonulást, amely megvadult, és a tapintása a pamut érzését váltja ki gerillamarketingként. A MuuMuse szerkesztője, Bradley Stern "hihetetlennek" nevezte a videó koncepcióját, és dicsérte a ló szereplését a klipben. A Popjustice a videoklipet "kedves pervoramikus pop pillanatnak" nevezte. Szexuális tartalma és jellege miatt a videóklipet számos ázsiai országban cenzúrázták, és betiltották, köztük Szingapúr, Malajzia, és Indonézia. A spanyol Cuatro televíziós csatornának adott interjújában Minogue reagált a cenzúrára és azt mondta: "Azt gondolom, igen szexi a klip, de egyben nagyon megható, és érzéki is, mely a szeretet üzenetét viszi".

## Élő előadások és feldolgozások
.

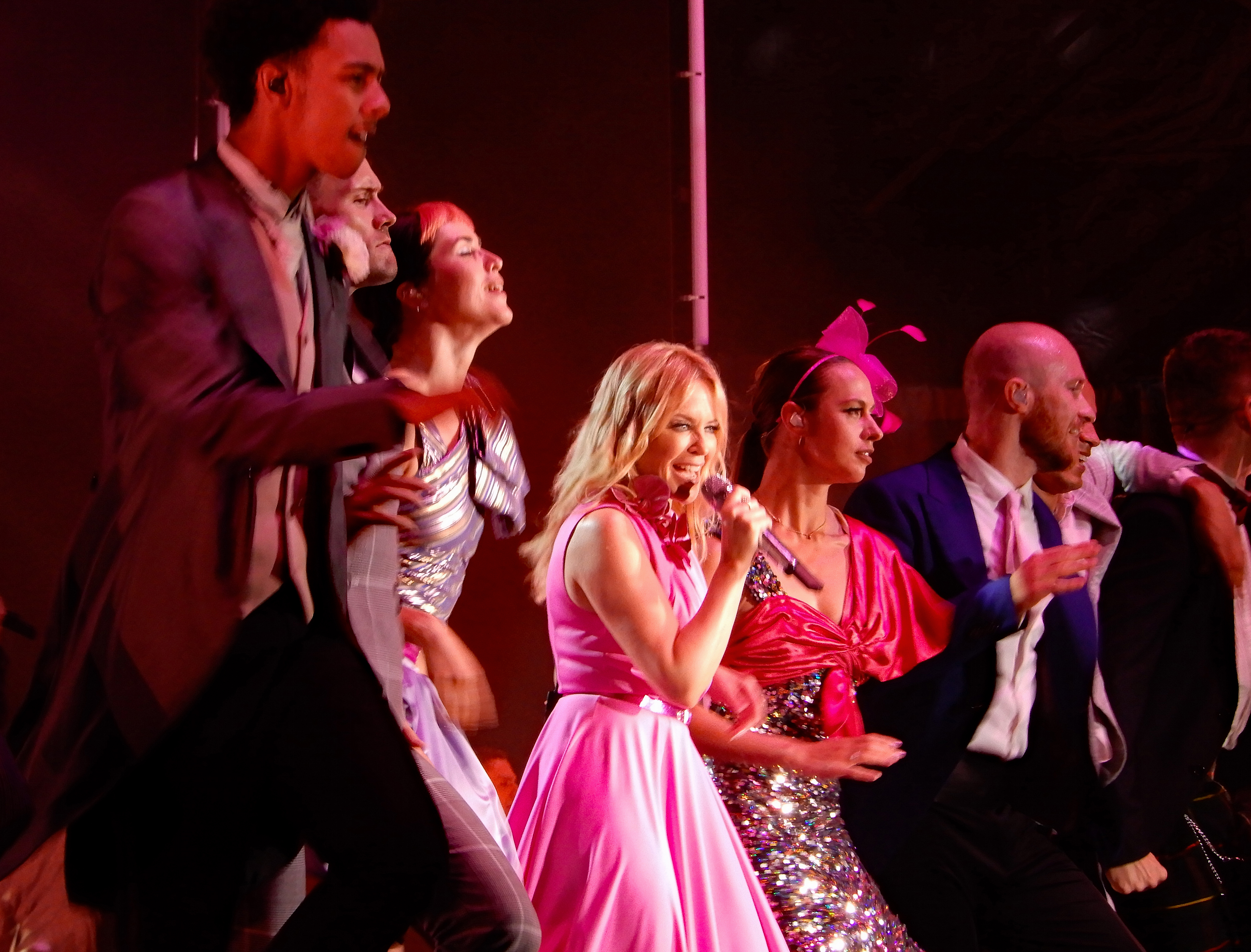
Minogue és táncosai előadják az "All the Lovers" című dalt a 2019-es nyári turnéján a Castlefield Bowlban

Minogue a dalt először az olaszországi Wind Music Díjkiosztón adta elő 2010. május 29-én. Június 10-én a dalt a német Germany's Next Topmodel című valóságshow ötödik évadának fináléjában énekelte. Az előadás a videóklip újrajátszása volt, és Minogue fehérneműbe öltözött táncosok piramisának tetején állva kezdte az előadást. A július 6-i madridi Pride Parade összejövetelen Minouge előadta az "All the Lovers"-t, valamint a Get Outta My Way és "Better Than Today" című dalokat tóga ihlette fehér ruhában, és aranyszínű mellényben. Július 18-án a dalt piros ruhában adta elő Alan Carr: Chatty Man című brit műsorban. Július 21-én Minogue megjelent az ausztrál Hey Hey It's Saturday című televíziós műsorban, hogy előadja a dalt. Július 25-én egy káprázatos hegytető-szerű emelvény tetejéről énekelte a dalt a Dancing with the Stars ausztrál változatának 10. évadában. Minogue előadta az "All the Lovers", a "Get Outta My Way" és az "In My Arms" című dalokat a Los Premios 40 Principales díjátadó ünnepségén december 10-én. 2012. szeptember 8-án Minogue fellépett a londoni Hyde Parkban megrendezett Proms in the Park rendezvényen, hogy népszerűsítse The Abbey Road Sessions című zenekari válogatásalbumát. Az eseményen elénekelte az All the Lovers zenekari változatát, amely az album nyitódalaként szerepelt.
2011 elején elindult Minogue Aphrodite: Les Folies Tour című turnéja, hogy népszerűsítse az albumot. Az "All the Lovers" bekerült a setlist ráadás szegmensébe, és ez a dal volt az utolsó előadás a turnén. A dal előadás közben Minogue egy forgó háromszintes "tortaszínpad" tetején állt, amelyet a háttértáncosok "rétegeztek", miközben szökőkutak, és kavargó félig meztelen táncosok forogtak a hámokon. Az előadás pozitív kritikákat kapott a kritikusoktól. Jon O'Brien az AllMusic-tól dicsérte a dal eufórikus csillogó diszkóját [...] amely az élő környezetből profitál – mondta. Dawn Collinson a Liverpool Echo-tól dicsérte a ráadás szegmenst, és annak látványvilágát, mondván: "Az All the Lovers hihetetlen csúcspontra vitte az Aphrodité turnét. Ina Andersson a The National Student-től úgy érezte, hogy az előadáson keresztül Minogue erőteljes befejezést nyújt. Megan Buerger a The Washington Posttól szintén kedvezően kritizálta, és arra a következtetésre jutott, hogy Minogue bizonyíték arra, hogy ismeri a közönségét".
2014-ben Minogue előadta az "All the Lovers" című dalt hét dalának részeként az adott évi Nemzetközösségi Játékok záróünnepségén. Ugyanebben az évben a Kiss Me Once Tour-on hangzott el a dal a show utolsó előtti előadásaként, amikor konfettiágyuk záporoztak a közönségre. Minogue 2015-ös nyári turnéján is szerepelt a dal, ahol csillogó piros miniruhában volt látható. Minogue karácsonyi koncertsorozatán is elhangzott a dal. 2018-19-ben a dal felkerült Minogue Golden Tour című turnéjának játszási listájára is, ahol akusztikus stílusban kezdődött el a dal, majd az "eufórikus" fináléba kezdett. Az előadás felénél szivárványszerű konfetti hullott az égből. Nick Bond az ausztrál news weboldaltól úgy érezte, hogy az előadás egy főhajtás az énekesnő meleg rajongói előtt, akik soha nem hagyták el őt a 30 év hullámvölgyei során. A dal ezután felkerült Minogue 2019-es nyári turnéjára is, ahol az egyik zárószám volt. Az előadáson szintén szivárványszerű konfettit robbantottak a tömegbe, melyet Dan Stubbs az NME-től "teljes körű ünneplésként" írta le.
2010. június 22-én a Scissor Sisters amerikai popegyüttes előadta az All the Lovers című dal country ihletésű változatát a BBC Radio 1 brit rádióállomás Live Lounge műsorában. Az együttes már másodszor adta elő a dalnak ezt a változatát az éves ausztrál zenei fesztiválon, a Splendour in the Grass-on Melbourne-ben, Minogue szülőhelyén. Minogue előadás alatt csatlakozott a csoporthoz.

## Formátumok és számlista
| UK és Európai CD1 1. "All the Lovers" – 3:20 2. "Go Hard or Go Home" – 3:43 UK és Európai CD2, Ausztrál CD single 1. "All the Lovers" – 3:20 2. "All the Lovers" (WAWA & MMB Anthem Mix) – 6:05 3. "All the Lovers" (Michael Woods Remix) – 7:56 4. "All the Lovers" (XXXChange Remix) – 4:50 5. "All the Lovers" (Video) – 3:20 | UK 7-inch picture disc bakelit 1. "All The Lovers" – 3:20 2. "Los Amores" – 3:22 Digitális letöltés 1. "All the Lovers" – 3:20 2. "All the Lovers" (WAWA & MMB Anthem Mix) – 6:05 3. "All the Lovers" (Michael Woods Remix) – 7:56 4. "All the Lovers" (XXXChange Remix) – 4:50 |

## Slágerlista
| Slágerlista (2010)                       | Legjobb helyezések |
| ---------------------------------------- | ------------------ |
| Ausztrália (ARIA)                        | 13                 |
| Ausztria (Ö3 Austria Top 40)             | 5                  |
| Belgium (Ultratop 50 Flanders)           | 10                 |
| Belgium (Ultratop 50 Wallonia)           | 8                  |
| Kanada (Canadian Hot 100)                | 72                 |
| CIS(TopHit)                              | 14                 |
| Croatia (HRT)                            | 1                  |
| Csehország (Rádio Top 100)               | 18                 |
| Dánia (Tracklisten Top 40)               | 26                 |
| Euro Digital Songs (Billboard)           | 4                  |
| Franciaország (Single Top 100)           | 3                  |
| Németország (Media Control Charts)       | 10                 |
| Global Dance Tracks (Billboard)          | 13                 |
| Magyarország (Rádiós Top 40)             | 2                  |
| Iceland (RÚV)                            | 6                  |
| Ireland (IRMA)                           | 6                  |
| Olaszország (FIMI)                       | 6                  |
| Japan (Japan Hot 100)                    | 11                 |
| Mexico Ingles Airplay (Billboard)        | 8                  |
| Netherlands (Dutch Top 40 Tipparade)     | 4                  |
| Hollandia (Single Top 100)               | 61                 |
| Poland (Polish Airplay New)              | 1                  |
| Romania (Romanian Radio Airplay )        | 18                 |
| Russia Airplay (TopHit)                  | 10                 |
| Skócia (Scottish Singles Top 40)         | 2                  |
| Slovakia (IFPI)                          | 4                  |
| South Korea International Singles (GAON) | 49                 |
| Spanyolország (PROMUSICAE)               | 6                  |
| Svédország (Sverigetopplistan)           | 33                 |
| Svájc (Schweizer Hitparade)              | 6                  |
| Egyesült Királyság (UK Singles Chart)    | 3                  |
| US Hot Dance Club Songs (Billboard)      | 1                  |
| US Dance/Mix Show Airplay (Billboard)    | 15                 |

| Slágerlista (2010)                  | Helyezések |
| ----------------------------------- | ---------- |
| Austria (Ö3 Austria Top 40)         | 34         |
| Belgium (Ultratop 50 Flanders)      | 95         |
| Belgium (Ultratop 50 Wallonia)      | 79         |
| Croatia (HRT)                       | 22         |
| France (SNEP)                       | 37         |
| Germany (Media Control Charts)      | 45         |
| Hungary (Rádiós Top 40)             | 18         |
| Italy (FIMI)                        | 59         |
| Japan Radio Songs (Billboard Japan) | 59         |
| Romania (Romanian Top 100)          | 83         |
| Russia Airplay (TopHit)             | 164        |
| Spain (PROMUSICAE)                  | 42         |
| Switzerland (Schweizer Hitparade)   | 48         |
| UK Singles (OCC)                    | 57         |
| US Hot Dance Club Songs (Billboard) | 3          |

## Minősítések
| Régió | Minősítés | Eladott példányszám |
| --- | --------- | ------------------- |
| Ausztrália (ARIA)                                                                                                  | arany     | 35 000^             |
| Olaszország (FIMI)                                                                                                 | arany     | 15 000*             |
| Egyesült Királyság (BPI)                                                                                           | arany     | 400 000^            |
| * Eladási példányszámok kizárólag a minősítés alapján. ^ Kiszállítási példányszámok kizárólag a minősítés alapján. |           |                     |